# Relikty Dixona

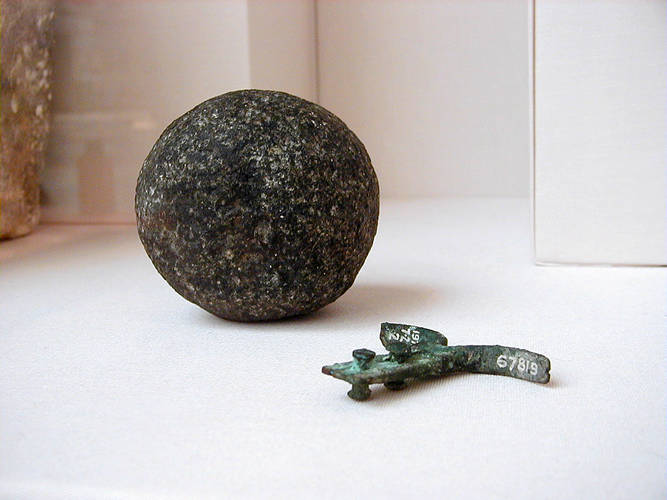
Relikty Dixona w Muzeum Brytyjskim

Relikty Dixona – artefakty odkryte przez Waynmana Dixona w Komnacie Królowej Wielkiej Piramidy w 1872 r., obejmujące piłkę, hak i kawałki cedrowego drewna; jedyne trzy obiekty wydobyte z wnętrza Wielkiej Piramidy.